# Kaple Panny Marie Sněžné (Hvězda)
Kaple Panny Marie Sněžné na Hvězdě je barokní kaple nacházející se na vrchu zvaném Hvězda, nedaleko města Broumova, v katastrálním území Hlavňov města Police nad Metují u trojmezí dalších dvou obcí. Bývá řazena do tzv. broumovské skupiny barokních kostelů.
Poutní kaple Panny Marie Sněžné a turistická chata tvoří na severním zalesněném hřebenu Broumovských stěn osamocený celek nad okolní krajinou. Od Police nad Metují je vzdálena přibližně 3,5 km severovýchodně a od Broumova zhruba 5 km západně.

## Historie
V roce 1670 v severní části Broumovských stěn byl pro účely pocestných vztyčen opatem Tomášem Sartoriem dřevěný kříž, na kterém byla připevněna pozlacená hvězda (v nadmořské výšce okolo 760 metrů). Skutečně lidé, kteří přecházeli hřeben tzv. Polické hory, se začali orientovat podle zdaleka viditelné pozlacené hvězdy. Kořeny pojmenování tohoto místa tedy sahají někam do těchto dob.

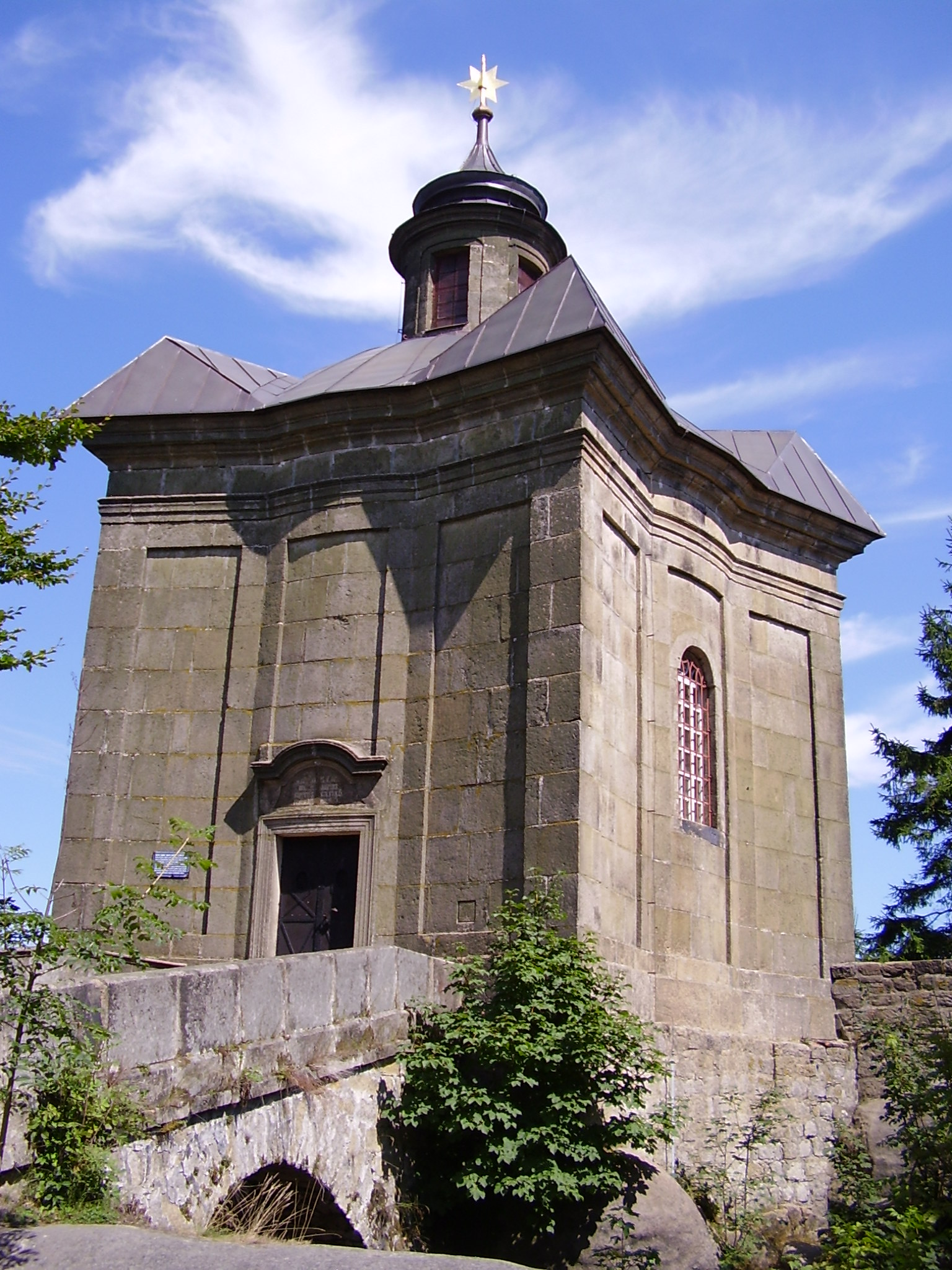
Barokní kaple Panny Marie Sněžné na Hvězdě

V roce 1731 nechal břevnovsko-broumovský opat Otmar Zinke na místě kříže postavit z velkých pískovcových bloků kapli Panny Marie Sněžné. Projektoval ji Kilián Ignác Dientzenhofer. Stavba byla dokončena v roce 1733 a rychle se stala velmi oblíbenou zastávkou poutníků. Josefínské reformy ji v roce 1787 nařídily odsvěcení (zrušení) a následné zbourání. Odstranění stavby by však bylo velmi nákladné, a tak polický občan, který ji získal v dražbě, pouze nechal vyklidit vnitřek. I tak kaple utrpěla značnou ztrátu a začala chátrat, resp. stávat se zříceninou.
Záchrana přišla až roce 1852 a to na základě snažení poustevníka Christiana Goldsteina a hlavně opata Jana Rottera. Kapli opat odkoupil a nechal opravit. Při této příležitosti nechal opat postavit ještě vedle kaple horskou chatu ve švýcarském stylu.
Hlavní pouť se koná každoročně první sobotu v srpnu.
Od 1. července 2022 je kaple chráněna jako národní kulturní památka.

## Popis
Při pohledu na půdorys působí kaple zdáním pěticípé hvězdy. Uvnitř je však kruhová, hvězdu vytváří z kruhu vyčnívajících pět cípů. Na vnitřní stěně kupolovité střechy je modře vymalovaný strop se zlatými hvězdami. Vnitřní vybavení pochází z druhé poloviny 19. století. Ke kapli taktéž patří skalní terasa, která je 40 metrů dlouhá. Běžně se zde dá dohlédnout do Polska. Další místa pozorování jsou zanesena na panoramatické tabuli, která je součástí skalní terasy.

## Galerie

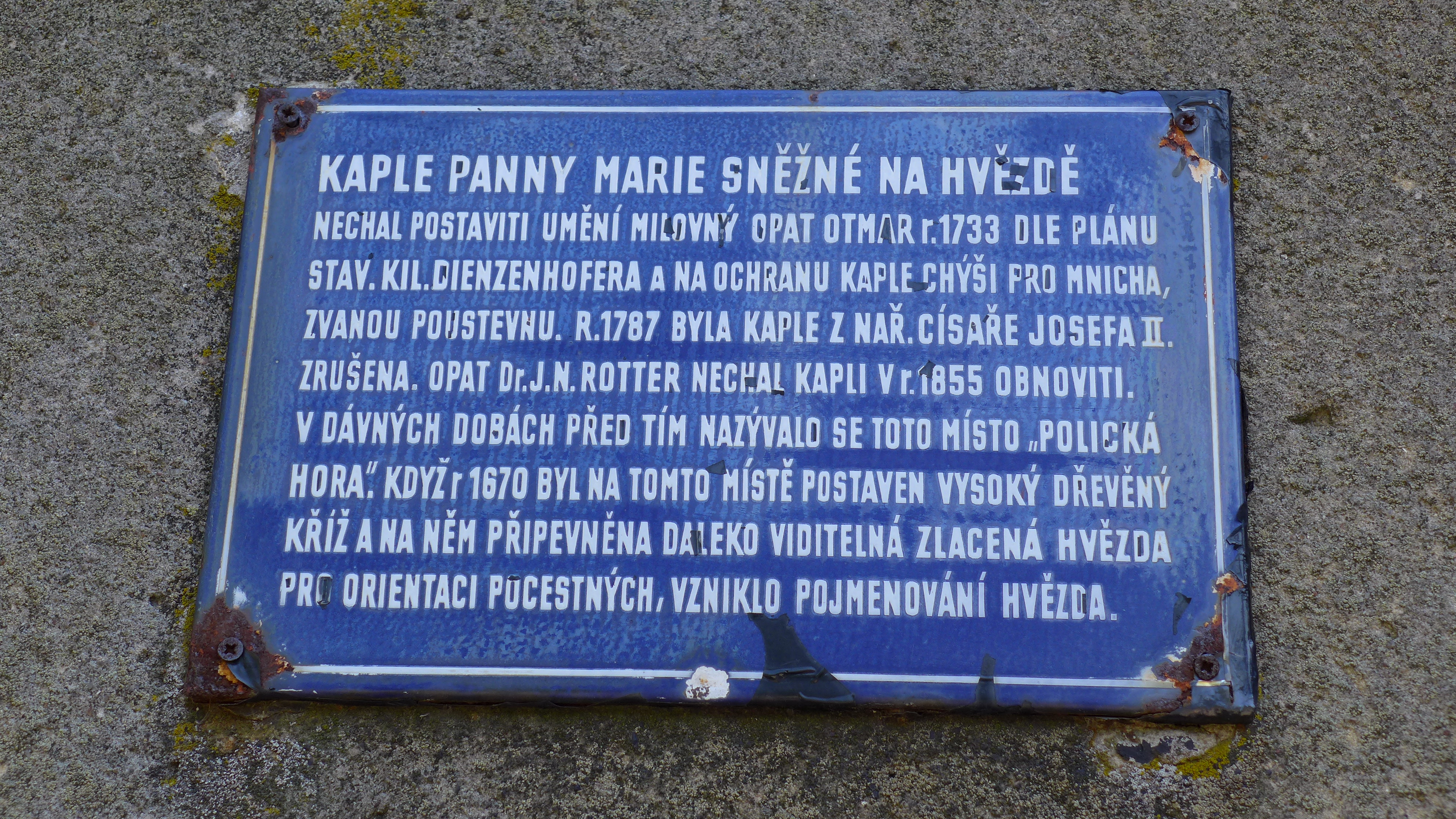
Kaple Panny Marie Sněžné na Hvězdě
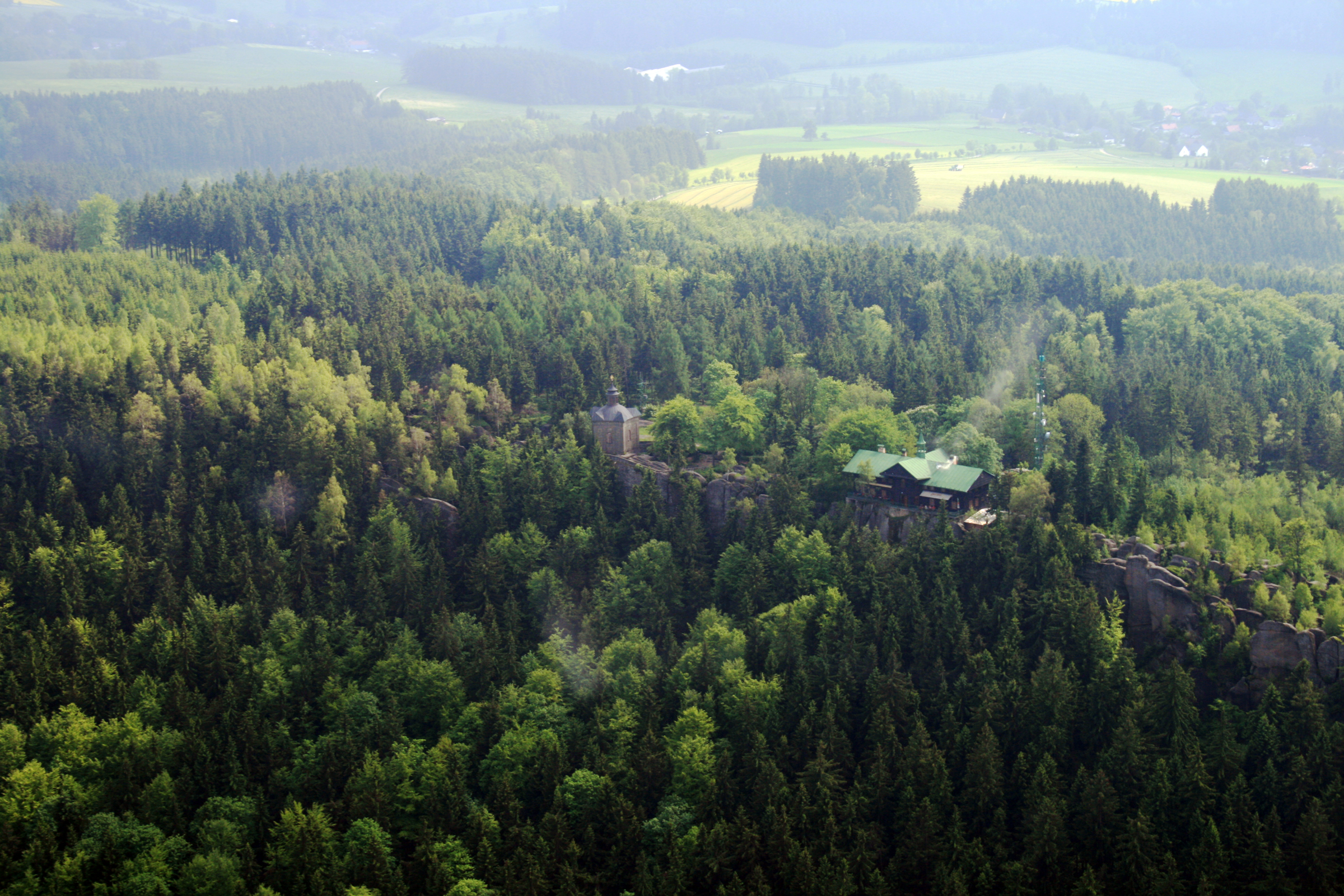
Barokní kaple Panny Marie Sněžné na Hvězdě (výhled)
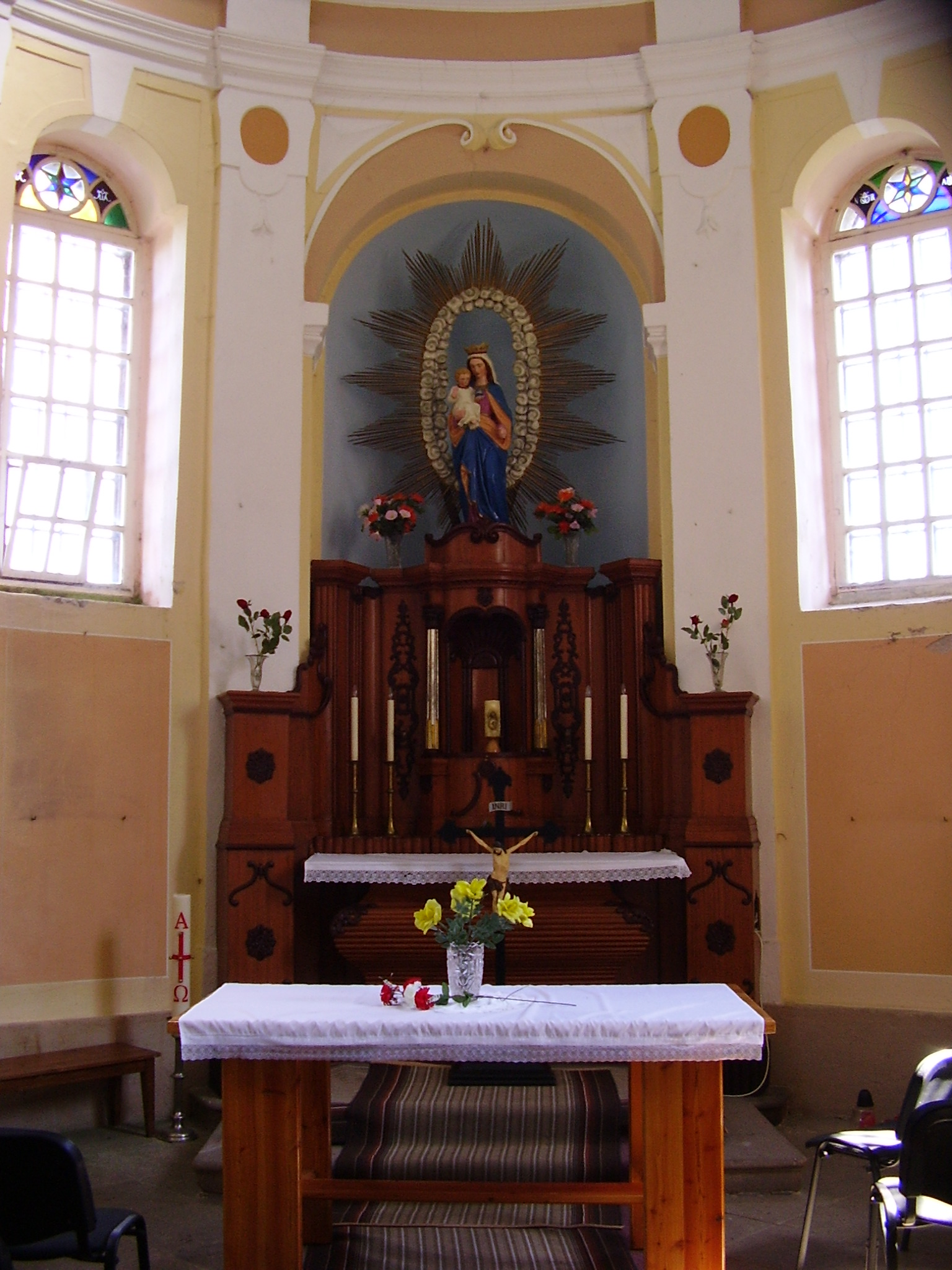
Barokní kaple Panny Marie Sněžné na Hvězdě (interiér)
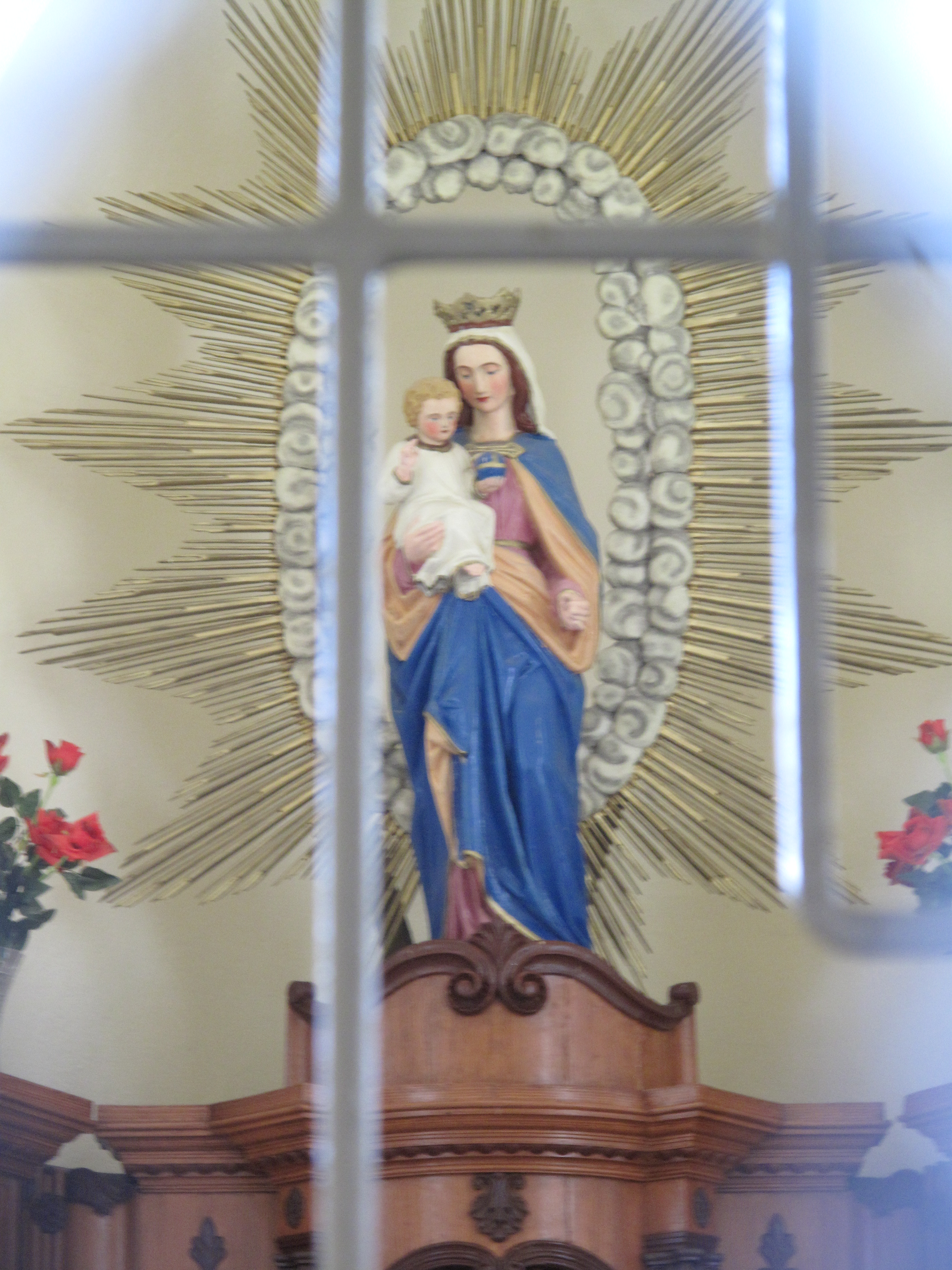
Barokní kaple Panny Marie Sněžné na Hvězdě (interiér)
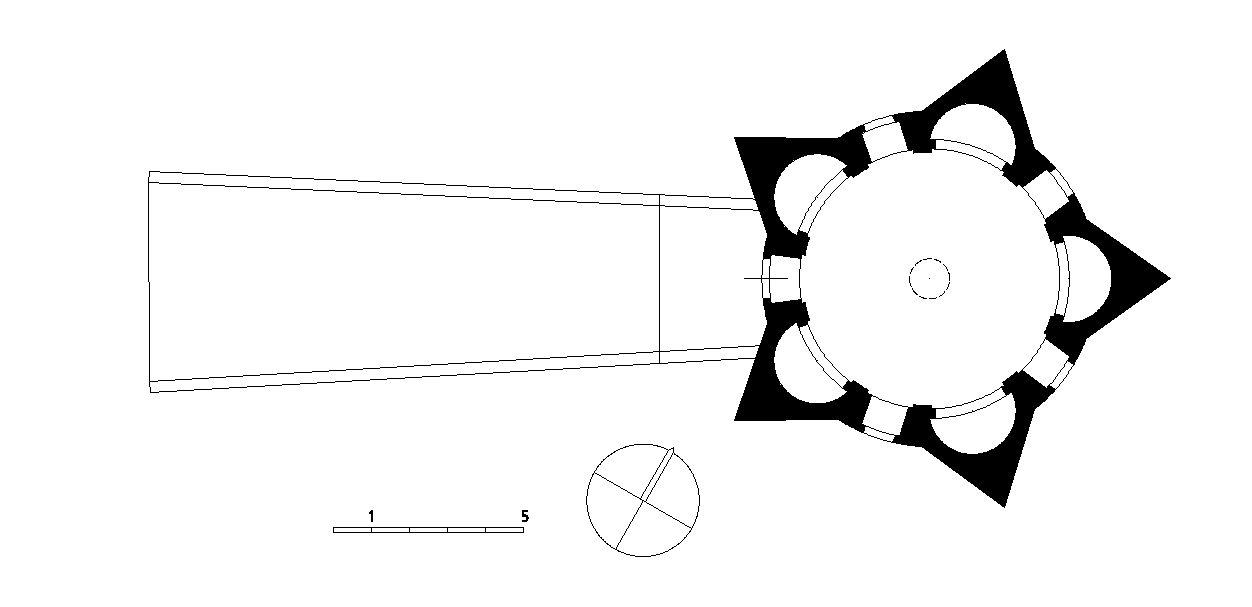
Kaple Panny Marie Sněžné na Hvězdě (půdorys)
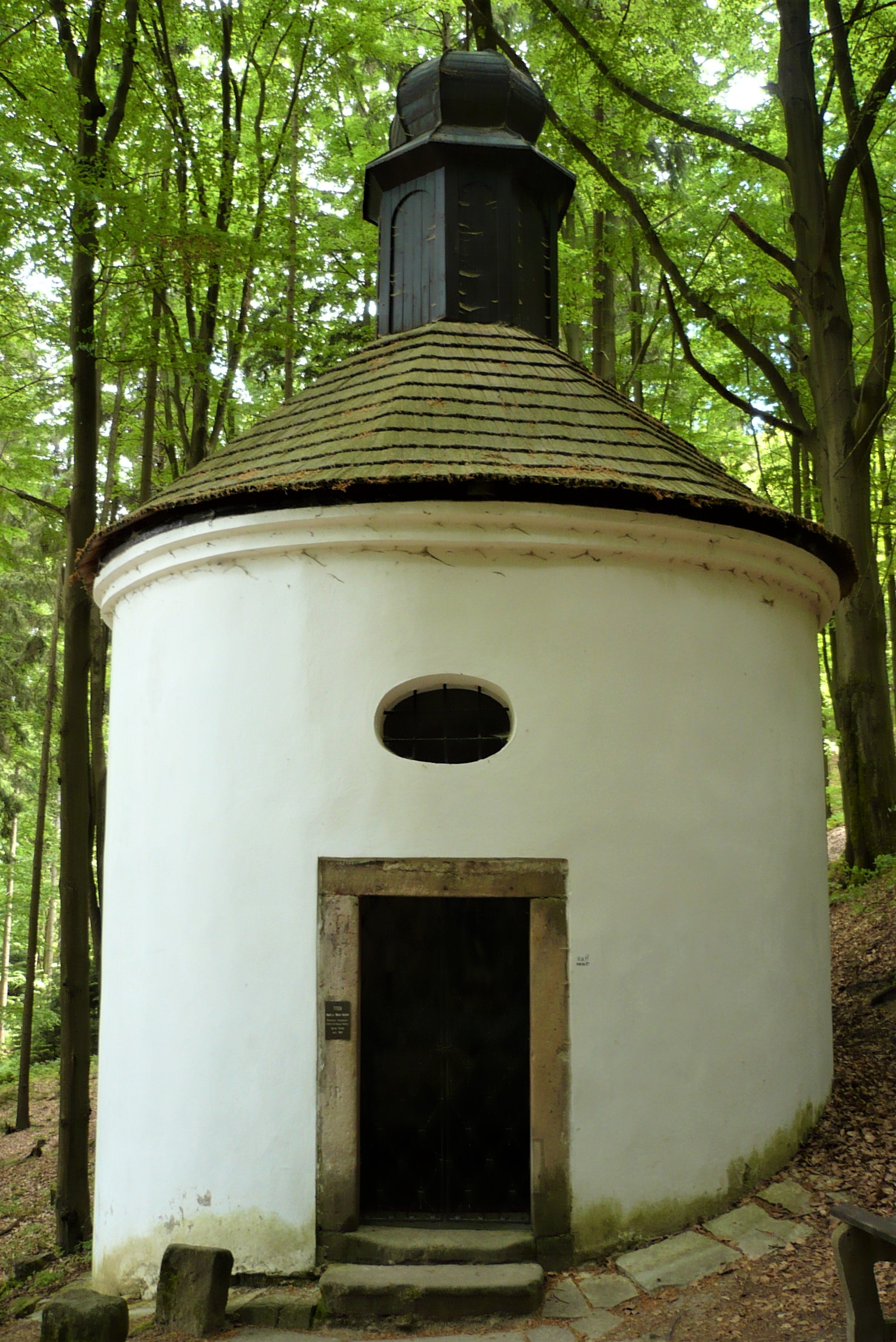
Kaple PM Sněžné pod Hvězdou